# Variété de Prym
Une variété de Prym est une construction en géométrie algébrique nommée d'après Friedrich Prym.

## Définition
En mathématiques, la construction de variété de Prym (nommée d'après Friedrich Prym) est une méthode en géométrie algébrique permettant de construire une variété abélienne à partir d'un morphisme de courbes algébriques. Dans sa forme originale, elle s'appliquait à un revêtement double non ramifié d'une surface de Riemann, et fut utilisée par F. Schottky et H. W. E. Jung en relation avec le problème de Schottky. Ce problème s'intéresse à caractériser les variétés jacobiennes parmi les variétés abéliennes. Cette construction est apparaît d'abord dans les derniers travaux de Riemann, et fut étudiée de manière approfondie par Wirtinger en 1895.

## Construction
Soit un morphisme non constant : φ: C₁ → C₂ de courbes algébriques. Notons Jᵢ la variété jacobienne de Cᵢ. À partir de φ, on construit le morphisme correspondant : ψ: J₁ → J₂, qui peut être défini sur une classe de diviseurs D de degré zéro en appliquant φ à chaque point du diviseur. Il s'agit d'un morphisme bien défini, souvent appelé l'homomorphisme de norme.
La variété de Prym de φ est alors le noyau de ψ. Plus précisément, pour obtenir une variété abélienne, on considère la composante connexe de l'identité du schéma réduit sous-jacent au noyau. En d'autres termes, on prend la plus grande sous-variété abélienne de J₁ sur laquelle ψ est trivial.

## Histoire et applications
La théorie des variétés de Prym resta longtemps à l'arrêt, jusqu'à ce qu'elle soit relancée par David Mumford vers 1970. Elle joue maintenant un rôle substantiel dans certaines théories contemporaines, par exemple celle de l'équation de Kadomtsev-Petviashvili.
Un avantage de cette méthode est qu'elle permet d'appliquer la théorie des courbes à l'étude d'une classe plus large de variétés abéliennes que les jacobiennes. Par exemple, les variétés abéliennes principalement polarisées (v.a.p.p.) de dimension > 3 ne sont généralement pas des jacobiennes, mais toutes les v.a.p.p. de dimension 5 ou moins sont des variétés de Prym. Pour cette raison, les v.a.p.p. sont assez bien comprises jusqu'en dimension 5.